# Lilian Esoro
Lilian Esoro (nacida el 10 de marzo de 1982) es una actriz nigeriana. Fue nominada a mejor actriz de comedia en los Africa Magic Viewers Choice Awards.

## Biografía
Esoro creció en Lagos. Estudió Ciencias Políticas en la Universidad de Abuya.
En noviembre de 2015 se casó con Ubi Franklin. Estuvo casada anteriormente de cuya relación nacieron sus hijos.

## Carrera
Debutó como actriz en 2005, cuando su amigo Bovi, un comediante, la eligió para participar en la telenovela Extended Family. Sin embargo, ganó notoriedad en la serie de televisión Clinic Matters interpretando a la enfermera Abigail.
En una lista de 2013 compilada por Vanguard, figuraba como una de las diez mejores actrices nuevas de la industria cinematográfica en su país.

## Filmografía

### Televisión
- Extended Family (como Freida)
- Tinsel
- Clinic Matters (como enfermera Abigail)
- Taste of Love

### Cine
- Strive
- The Potter
- The Next Door Neighbour
- Secret Room (2013)
- Fool's Paradise
- The Real Deal (2014)
- Couple of Days (2016)
- Meet The In-Laws (2016)
- A Lot Like Love (2018)
- Jumbled (2019)